# Novoiljinskij
Novoiljinskij (rusky Новоильинский) je sídlo městského typu v Nytvenském rajónu v Permském kraji v Rusku. Nachází se na pravém břehu řeky Kamy. Statut sídla městského typu obdržel Novoiljinskij 11. prosince 1942, do ledna 2006 bylo sídlo jen centrem Novoiljinského passovětu. V roce 2015 měl Novoiljinskij 3 533 obyvatel. K nejbližší železniční stanici Sukmany to je 5 kilometrů.

## Obyvatelstvo
| 1970  | 1979   | 1989   | 2002   | 2006   | 2007   | 2009   | 2010   | 2012   | 2013   | 2014   | 2015   |
| ----- | ------ | ------ | ------ | ------ | ------ | ------ | ------ | ------ | ------ | ------ | ------ |
| 6 828 | ↘5 600 | ↘4 944 | ↘3 753 | ↘3 400 | →3 400 | ↗3 475 | ↗3 638 | ↘3 520 | ↘3 491 | ↗3 525 | ↗3 533 |

## Osobnosti
- Jevgenij Alexandrovič Garaničev (13. únor 1988 Novoiljinskij, Permský kraj) — ruský biatlonista, zasloužilý sportovec Ruska, bronzový medailista z olympijských her v Soči v individuálním závodě, trojnásobný mistr Ruska, několikanásobný vítěz Světového poháru